# Corexit

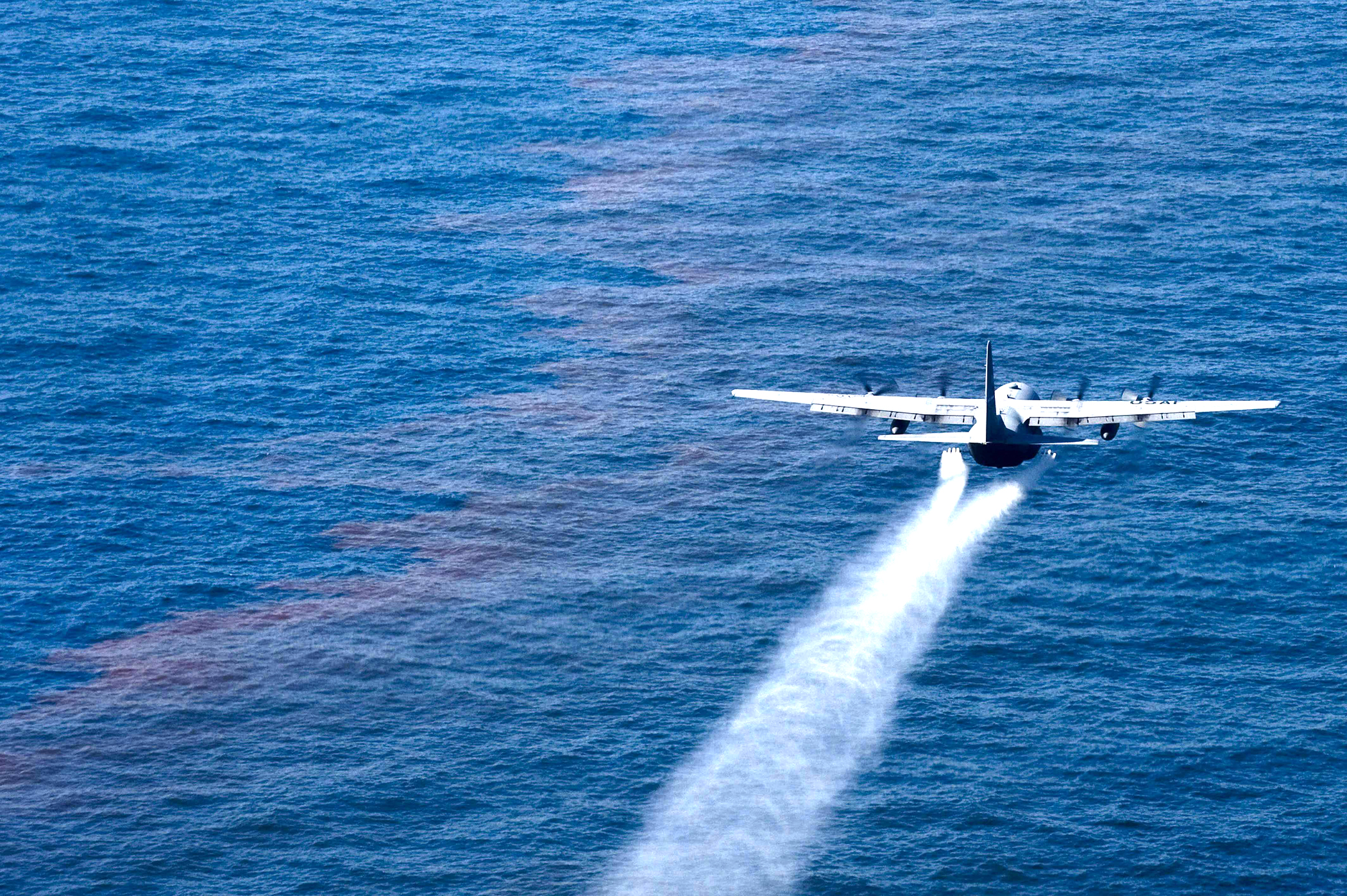
Un velivolo della U.S. Air Force Reserve distribuisce un disperdente sulla chiazza del disastro ambientale del Golfo del Messico.

Con il nome commerciale Corexit viene identificata una linea di solventi, utilizzata principalmente come disperdente delle chiazze di petrolio in caso di incidenti o grosse perdite di greggio in mare. È prodotto dalla compagnia Nalco Holding che è associata con BP e Exxon. Corexit è il disperdente più utilizzato nel disastro ambientale del Golfo del Messico, in particolare il Corexit 9.527, sostituito in seguito dal Corexit 9.500 a causa della sua presunta tossicità.

## Composizione

### Corexit 9.527
La composizione non è di dominio pubblico, anche se una scheda di sicurezza del prodotto Corexit EC9527A elenca fra i principi attivi il bisolfonato butossietanolo ed un solfonato organico assieme a piccole concentrazioni di glicole propilenico. 

### Corexit 9.500
In risposta alle pressioni dell'opinione pubblica, l'EPA e Nalco hanno pubblicato l'elenco dei sei ingredienti in Corexit 9500, che comprendono sorbitano, acido butandioico e distillati del petrolio. Corexit EC9500A è composto principalmente da distillati dal petrolio, glicole propilenico e solfonato organico. La Nalco è stata messa sotto pressione per rivelare le concentrazioni di ciascuna sostanza chimica presente nel prodotto. La compagnia, pur tutelando il segreto commerciale, ha condiviso la composizione con l'EPA. Il glicole propilenico è una sostanza chimica comunemente usata come solvente o come crema idratante in prodotti farmaceutici e cosmetici ed è di tossicità relativamente bassa. Il solfonato organico è un detergente chimico sintetico, che agisce come un tensioattivo per emulsionare l'olio e consentirne la dispersione in acqua. L'identità del solfonato utilizzato in entrambe le forme di Corexit è stato comunicato all'EPA nel giugno 2010, come sodio diottilsolfosuccinato.